# Партија европских социјалиста
Партија европских социјалиста (енгл. Party of European Socialists, фр. Parti socialiste européen, скраћеница ПЕС) је европска политичка странка левог центра. Она окупља социјалистичке, социјалдемократске и радничке странке у Европи, а посебно у Европској унији.

## Основни подаци
Основана је 10. новембра 1992. у Хагу и има своје седиште у Бриселу. Она је произашла из странке Савез социјалистичких странака Европске заједнице основане 1974.
ПЕС се састоји од политичких странака на националном нивоу из свих држава чланица Европске уније (ЕУ) и Норвешке. Укључује водеће странке левог центра на националном нивоу, као што су Демократска странка Италије, Лабуристичка странка Британије, Социјалистичка странка Француске, Социјалдемократска странка Немачке и Шпанска социјалистичка радничка странка. Странке из бројних других европских земаља се такође примају у ПЕС као придружене странке или посматрачи. Већина чланова, сарадника и посматрача су чланице шире Прогресивне алијансе или Социјалистичке интернационале.
ПЕС тренутно води председник Сергеј Станишев, бивши премијер Бугарске, који долази из Бугарске социјалистичке партије.

## ПЕС у Европском парламенту
У Европском парламенту у Стразбуру Партија европских социјалиста има свој клуб посланика под називом Напредни савез социјалиста и демократа. ПЕС такође делује у Одбору регија и Европском савету.

## Подмладак
Политички подмладак зове се "Млади европски социјалисти" (Young European Socialists, скраћеница: ECOSY).

## Програм за Европу
- подстицај привреде и спречавање финансијске кризе;
- нова социјална Европа — да се људима да посао;
- претварање Европе у водећу снагу света против климатских промена;
- промовисање равноправности полова у Европи;
- развијање ефикасне европске политике о имиграцији;
- повећање улоге Европе као партнера за мир, безбедност и развој.